# James Counsilman

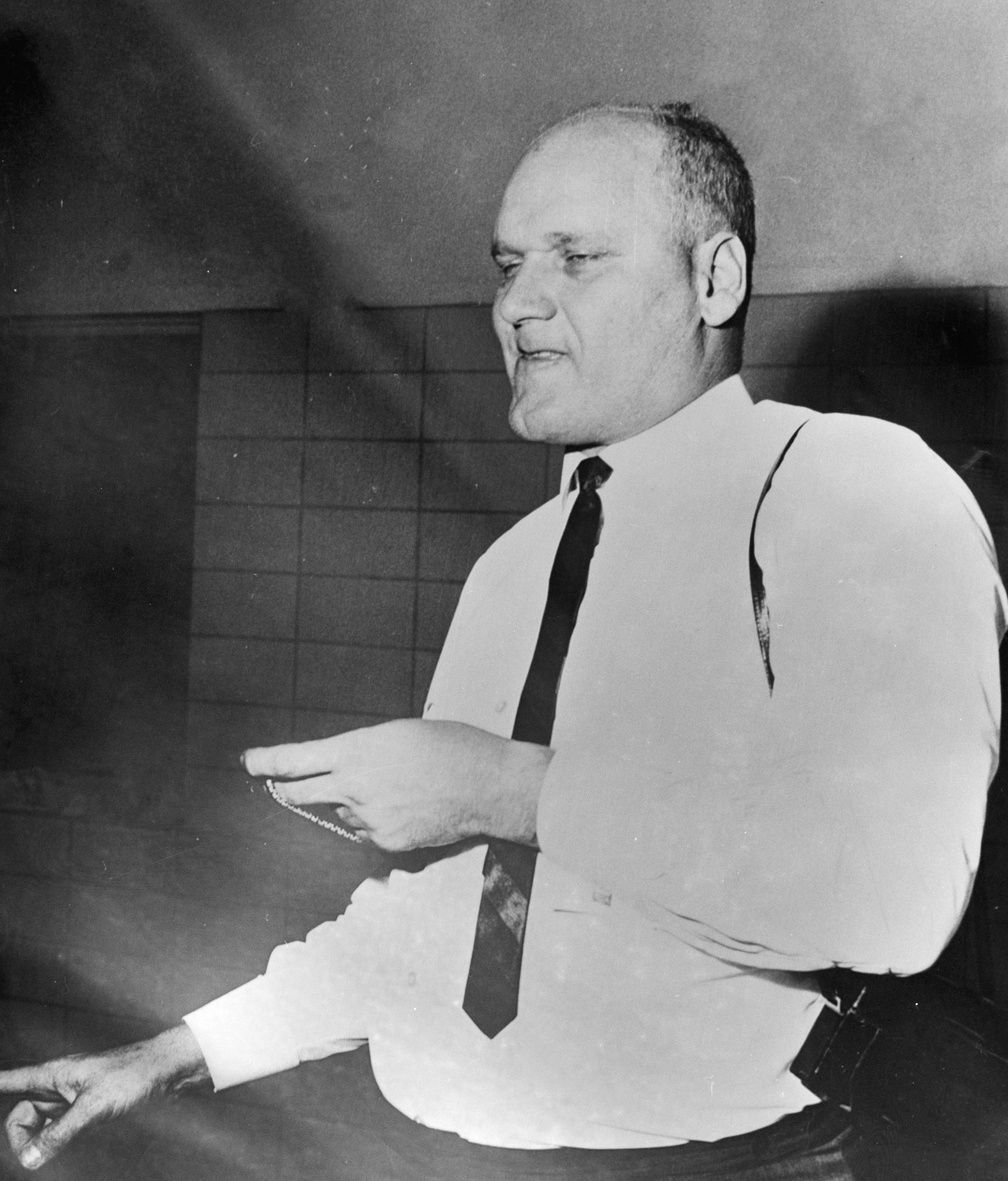
James Counsilman, 1963

James Edward „Doc“ Counsilman (* 28. Dezember 1920 in Birmingham, Alabama; † 4. Januar 2004 in Bloomington, Indiana) war ein US-amerikanischer Physiologe und Schwimmtrainer.

## Leben
Der promovierte Physiologe war von 1958 bis 1990 Cheftrainer der Herrenschwimmmannschaft an der Indiana University (USA).
Er war ebenfalls Cheftrainer der beiden bis dato erfolgreichsten US-amerikanischen Herrenmannschaften bei den Olympischen Spielen im Schwimmen (1964 in Tokio und 1976 in Montreal). 1964 in Tokio gewann seine Olympiamannschaft sieben von zehn möglichen Goldmedaillen bei den Herren. Bei den Olympischen Spielen 1976 in Montreal gewann seine Mannschaft 12 von 13 möglichen Goldmedaillen bei den Männern. Seine Schwimmmannschaft an der Indiana University gewann von 1968 bis 1973 sechsmal in Folge die Meisterschaften der National Collegiate Athletic Association (NCAA).
Dr. James E. Counsilman gilt als einer der Pioniere auf dem Gebiet der wissenschaftlichen Entwicklung leistungsfähiger Schwimmtechniken und innovativer Trainingsmethoden. Sein wissenschaftlich fundiertes Buch The Science of Swimming (Die Wissenschaft des Schwimmens) erschien 1968 und erhielt weltweit Anerkennung unter Schwimmtrainern. Das Buch gilt als Klassiker der Literatur über Schwimmtraining.
Er wurde 1976 in die International Swimming Hall of Fame aufgenommen.
„Doc“ Counsilman trainierte an der Indiana University u. a. Hochleistungsschwimmer wie Mark Spitz, James Montgomery, Michael Troy, Charles Hickcox, Donald McKenzie, Gary Hall senior, John Kinsella, Chet Jastremski, Mike Stamm, Ted Stickles, John Murphy, Fred Tyler, Alan Somers, oder Tom Stock. An der State University of New York in Cortland trainierte er in den 1950er Jahren den Langstreckenschwimmer George Breen.

## Veröffentlichungen (Auswahl)
- The Science of Swimming, by James E. Counsilman, Prentice Hall, Juni 1968, ISBN 978-0-13-795385-1 (englisch) – Titel der deutschen Ausgabe: Schwimmen. Technik, Trainingsmethoden, Trainingsorganisation.; Limpert Verlag, 1971, ISBN 978-3-7853-1021-2
- The Complete Book of Swimming , by James E. Counsilman, Atheneum, 1977, ISBN 978-0-689-10530-2 (englisch)
- Competitive Swimming Manual for Coaches and Swimmers, by James E. Counsilman, Counsilman Co., 1977, ISBN 978-0-253-31395-9 (englisch)
- The New Science of Swimming, by James E. Counsilman and Brian E. Counsilman, Prentice Hall, April 1994, ISBN 978-0-13-099888-0 (englisch)